# De La Mix Tape: Remixes, Rarities and Classics
De La Mix Tape: Remixes, Rarities and Classics è un album di raccolta del gruppo musicale statunitense De La Soul, pubblicato nel 2004.

## Tracce
1. Stakes Is High (Remix) (con Mos Def & Truth Enola)
2. Oodles of O's
3. Trouble in the Water (con DJ Honda)
4. Piles and Piles of Demo Tapes Bi-Da Miles (Conley's Decision)
5. I.C. Y'all (feat. Busta Rhymes)
6. Big Brother Beat (feat. Mos Def)
7. More Than U Know (con Prince Paul)
8. Sweet Dreams (Clean Version)
9. The Magic Number
10. Potholes In My Lawn (Live)
11. The Hustle (con Da Beatminerz)
12. Itsoweezee (HOT) (De La Soul Remix) (feat. Yankee B)
13. Stakes Is High (DJ Spinna Original Vocal)
14. Me Myself and I (Badmarsh + Shri Remix)